# Wybory prezydenckie w Bułgarii w 2011 roku
Wybory prezydenckie w Bułgarii w 2011 roku odbyły się na terenie całego kraju oraz w kilkudziesięciu obwodach wyborczych ulokowanych za granicą. Pierwsza tura wyborów miała miejsce 23 października 2011 roku, druga do której przeszli Rosen Plewnelijew i Iwajło Kałfin tydzień później – 30 października 2011.
O urząd prezydenta ubiegało się piętnastu kandydatów. Faworytami w przedwyborczych sondażach byli: minister rozwoju regionalnego Rosen Plewnelijew z rządzącej partii Obywatele na rzecz Europejskiego Rozwoju Bułgarii (GERB), były minister spraw zagranicznych i europoseł Iwajło Kałfin (Bułgarska Partia Socjalistyczna) oraz była komisarz Unii Europejskiej Meglena Kunewa (niezależna). W wyborach nie startował urzędujący prezydent Georgi Pyrwanow, dla którego była to druga, a więc ostatnia kadencja.

## Kandydaci
| Kandydaci: |  |         |                       |      |               | |                                                                                           |                                |                   |
| Nr         |  | Zdjęcie | Imię i nazwisko       | Wiek | Wykształcenie | Krótka charakterystyka                                                                                    | Partia wystawiająca kandydata                                                             | Kandydat na wiceprezydenta     | Deklaracja startu |
| 1.         |  |         | Meglena Kunewa        | 54   | wyższe        | prawnik, minister ds. europejskich (2002-2006), pierwszy bułgarski komisarz Unii Europejskiej (2007-2010) | niezależna                                                                                | Ljubomir Christow              | 6 czerwca 2011    |
| 2.         |  |         | Rosen Plewnelijew     | 45   | wyższe        | inżynier, przedsiębiorca, minister rozwoju regionalnego (2009-2011)                                       | Obywatele na rzecz Europejskiego Rozwoju Bułgarii (GERB)                                  | Margarita Popowa               | 4 września 2011   |
| 3.         |  |         | Sali Szaban Iliam     | 66   | wyższe        | profesor slawistyki i były dyplomata                                                                      | Ruch Narodowy "Jedność" oraz Stowarzyszenie Kultury i Pomocy Bułgarskim Turkom "Bulturk". | Walentina Gocewa               |                   |
| 4.         |  |         | Rumen Christow        | 56   | wyższe        | ekonomista, dwukrotnie minister rolnictwa (1994-1995 i 1997)                                              | Niebieska Koalicja                                                                        | Emanuił Jordanow               | 12 czerwca 2011   |
| 5.         |  |         | Marija Kapon          | 42   | wyższe        | ekonomistka, była posłanka                                                                                | Zjednoczona Partia Ludowa                                                                 | Nikołaj Kisow                  | 10 września 2011  |
| 6.         |  |         | Stefan Solakow        | 69   |               | dziennikarz i prezenter telewizyjny, lider partii Narodowy Front Ocalenia Bułgarii                        | Narodowy Front Ocalenia Bułgarii                                                          | Galja Asenowa                  |                   |
| 7.         |  |         | Iwajło Kałfin         | 45   | wyższe        | ekonomista, minister spraw zagranicznych (2005-2009), poseł do Parlamentu Europejskiego (od 2009)         | Bułgarska Partia Socjalistyczna                                                           | Stefan Danaiłow                | 16 lipca 2011     |
| 8.         |  |         | Wolen Siderow         | 55   | średnie       | dziennikarz, poseł, lider partii Ataka                                                                    | Ataka                                                                                     | Paweł Szopow                   | 12 lutego 2011    |
| 9.         |  |         | Aleksej Petrow        | 49   | wyższe        | były policjant, w 2010 został oskarżony o uczestniczenie w wymuszeniach haraczy                           | komitet obywatelski                                                                       | Nikołaj Georgijew              | 15 sierpnia 2011  |
| 10.        |  |         | Nikołaj Nenczew       |      |               | | Bułgarska Unia Rolniczo-Ludowa                                                            | Żeko Iwanow                    |                   |
| 11.        |  |         | Atanas Semow          | 41   | wyższe        | prawnik, lider partii Porządek, Prawo i Sprawiedliwość                                                    | Porządek, Prawo i Sprawiedliwość                                                          | Julja Stanczewa                | 19 czerwca 2011   |
| 12.        |  |         | Paweł Czernew         | 42   | wyższe        | prawnik, były członek partii Ataka                                                                        | Partia Ludzi i Narodu                                                                     | Anelija Denczewa               |                   |
| 13.        |  |         | Dimityr Kucarow       | 53   | wyższe        | biznesmen, były wojskowy i szef firmy ochroniarskiej                                                      | komitet obywatelski                                                                       | Kamelija Todorowa              | 8 sierpnia 2011   |
| 14.        |  |         | Krasimir Karakaczanow | 46   | wyższe        | historyk, były poseł, lider partii WMRO-BRN                                                               | Wewnętrzna Macedońska Organizacja Rewolucyjna - Bułgarski Ruch Narodowy (WMRO-BRN)        | Daniela Cimidczijewa-Dimitrowa | 16 lipca 2011     |
| 15.        |  |         | Andrej Czobanow       |      |               | | Bułgarska Społeczność Demokratyczna                                                       | Angeł Mirczew                  |                   |
| 16.        |  |         | Nikołaj Wasilew       | 65   | wyższe        | filozof i pisarz, były minister edukacji (1991-1992)                                                      | komitet obywatelski                                                                       | Władimir Sławow                | 21 sierpnia 2011  |
| 17.        |  |         | Swetosław Witkow      | 40   | średnie       | popularny muzyk rockowy                                                                                   | komitet obywatelski                                                                       | Wencisław Micow                | 22 sierpnia 2011  |
| 18.        |  |         | Wencisław Josifow     | 64   | wyższe        | przedsiębiorca, założyciel pierwszego prywatnego banku w Bułgarii                                         | komitet obywatelski                                                                       | Ilian Dimitrow                 | 8 sierpnia 2011   |

## Wyniki

### Pierwsza tura
Zwycięzcą pierwszej tury wyborów został kandydat partii GERB Rosen Plewnelijew (40,11%). Drugie miejsce zajął lider socjalistów Iwajło Kałfin (28,96%). Obaj kandydaci przeszli do drugiej tury. Frekwencja wyborcza wyniosła 51,83%
|  | Kandydat              | Głosy       | Procent |
|  | --------------------- | ----------- | ------- |
|  | Rosen Plewnelijew     | 1 349 380   | 40,11%  |
|  | Iwajło Kałfin         | 974 300     | 28,96%  |
|  | Meglena Kunewa        | 470 808     | 14,0%   |
|  | Wolen Siderow         | 122 466     | 3,64%   |
|  | Stefan Solakow        | 84 205      | 2,50%   |
|  | Rumen Christow        | 65 761      | 1,95%   |
|  | Atanas Semow          | 61 797      | 1,84%   |
|  | Swetosław Witkow      | 54 125      | 1,61%   |
|  | Sali Szaban Iliam     | 41 837      | 1,24%   |
|  | Krasimir Karakaczanow | 33 236      | 0,99%   |
|  | Aleksej Petrow        | 31 613      | 0,94%   |
|  | Marja Kapon           | 30 665      | 0,91%   |
|  | Nikołaj Nenczew       | 9827        | 0,29%   |
|  | Paweł Czernew         | 8081        | 0,24%   |
|  | Wencisław Josifow     | 7021        | 0,21%   |
|  | Dimityr Kucarow       | 6989        | 0,21%   |
|  | Andrej Czobanow       | 6340        | 0,19%   |
|  | Nikołaj Wasilew       | 5633        | 0,17%   |
|  | Razem                 | 3 244 488   | 100,0%  |
|  | Frekwencja:           | Frekwencja: | 51,83%  |

### Druga tura
Zgodnie z przewidywaniami w drugiej turze zwyciężył Rosen Plewnelijew, który pokonał Iwajło Kałfina stosunkiem głosów 52,58% do 47,42%. Frekwencja wyborcza wyniosła 48,04%
|  | Kandydat          | Głosy       | Procent |
|  | ----------------- | ----------- | ------- |
|  | Rosen Plewnelijew | 1 698 136   | 52,58%  |
|  | Iwajło Kałfin     | 1 531 193   | 47,42%  |
|  | Razem             | 3 229 329   | 100,0%  |
|  | Frekwencja:       | Frekwencja: | 48,04%  |